# Le Bourg-d'Hem
 Le Bourg-d’Hem  es una comuna (municipio) de Francia, en la región de Lemosín, departamento de Creuse, en el distrito de Guéret y cantón de Bonnat.
Su población en el censo de 1999 era de 235 habitantes.
No está integrada en ninguna Communauté de communes.

## Demografía
| 321 | 361 | 294 | 290 | 278 | 235 |
| Para los censos de 1962 a 1999 la población legal corresponde a la población sin duplicidades (Fuente: INSEE [Consultar]) |     |     |     |     |     |